# Hexatoma bequaertiana
Hexatoma bequaertiana är en tvåvingeart som beskrevs av Alexander 1938. Hexatoma bequaertiana ingår i släktet Hexatoma och familjen småharkrankar.
Artens utbredningsområde är Colombia. Inga underarter finns listade i Catalogue of Life.